# 克羅斯威克斯 (新澤西州)
克羅斯威克斯（英語：Crosswicks）是位於美國新澤西州伯靈頓縣的普查規定居民點。

## 人口
根據2020年美國人口普查的數據，克羅斯威克斯的面積為4.78平方千米，當中陸地面積為4.73平方千米，而水域面積為0.05平方千米。當地共有人口849人，而人口密度為每平方千米177.62人。